# Diploïdisatie
Diploïdisatie is het evolutionaire proces waarbij eupolyploïde organismen (vooral tetraploïden) zich gaan gedragen als diploïden, en waarin een polyploïde genoom weer terugkeert naar een diploïde status.
Na polyploïdisatie, waarbij polyploïde nakomelingen ontstaan, treden genetische veranderingen in de vorm van snel verlies van chromosoomsegmenten. Niet het aantal chromosomen wordt daarbij verminderd, maar de genen die in de verdubbelde genomen aanwezig zijn verliezen hun functie. In het algemeen is er geen mechanisme om de genetische kenmerken in het duplicaat te behouden.
Polyploïdisatie bij planten gaat gepaard met verschillende veranderingen in genetische samenstelling, in fysiologische eigenschappen en in morfologische kenmerken. Hierdoor zijn bij cultuurgewassen sommige polyploïden beter geschikt voor commercieel gebruik. Euploïdie is een genoommutatie of ploïdiemutatie waarbij een vermeerdering met volledige chromosomensets van het genoom optreedt van het totale aantal chromosomen in de celkern.
Bij het proces van diploïdisatie wordt een polyploïde genoom meer diploïde-achtig in zijn eigenschappen. Terwijl het totale geneninhoud wordt gereduceerd tot een die vergelijkbaar is met de voorouder van voor de polyploïdie, zal toch de algemene structuur van het genoom sterk van de voorouder verschillen als gevolg van fractionatie van geneninhoud van homologe genoomgebieden, transpositie gebeurtenissen en grootschalige genomische veranderingen zoals chromosomale herschikkingen. Sommige genfamilies vertonen de neiging neiging om, volgende op polyploïdie gebeurtenissen, hun duplicaat kopieën te behouden.
Doordat in een pasgevormd polyploïde organisme de verdubbelde genen verdwijnen of niet meer functioneel zijn, worden problemen bij de vruchtbaarheid voorkomen. De achtergebleven verdubbelde genen worden als complementaire genen verminderd functioneel of afhankelijk van andere genen (subfunctioneel), of ze hebben door verdere mutaties een nieuwe functie verkregen.
Diploïdisatie is beschreven voor veel geslachten zoals de cultuurgewassen Cucumis en Nicotiana.